# Скандинавская академия
Скандинавская академия (фр. Académie scandinave, швед. Académie Scandinave Maison Watteau) — частная художественная школа в Париже, существовавшая между 1919 и 1935 годами.

## История
Была организована шведскими, норвежскими и датскими художники, в числе которых были Лена Бёрйесон, Отте Сколд, Хенрик Соренсен, Адам Фишер и Пер Крог; директором школы стала Лена Бёрйесон. Участие в открытии школы принял Гуннар Седершёльд — президент Ассоциации скандинавских художников.

Скандинавская академия

Школа находилась в здании Maison Watteau на Монпарнасе, по адресу: 6, rue Jules-Chaplain, Paris (6e), которое с 1922 года было арендовано скульптором Леной Бёрйесон для выставок скандинавского искусства. Некоторое время Скандинавская академия находилась под патронатом шведского Принца Евгения и графа Альберта Эренсварда, шведского посланника в Париже, бывшего министра иностранных дел Швеции.
Среди преподавателей школы был профессор декоративной композиции Анри де Варокье, а среди выпускников выпускников — шведская художница Сигне Барт.
Отте Сколд и Оке Пернби, вернувшись в 1929 году из Парижа в Швецию, вместе основали в Стокгольме школу живописи Отте Сколда (Otte Skölds målarskola), позже переименованную в школу живописи Пернби (Pernbys målarskola). Лена Бёрйесон тоже вернулась в Швецию и организовала в Стокгольме собственную скульптурную школу (Lena Börjesons skulpturskola).